# Моси

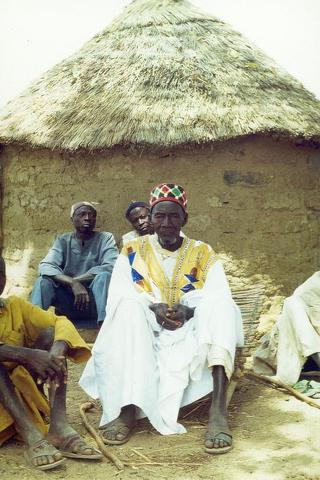
Моси в традиционной одежде

Моси, мосси, моиси, мосе, народ в Западной Африке. Самоназвания: дагари, бирифор, нанкансе, кусаси, мампруси, догомба. Общая численность — более 9 млн человек. Составляют свыше 50 % населения Буркина-Фасо (более 6 млн чел.), также проживают на севере Ганы (около 3 млн чел., говорящие на близкородственном языке моле—дагбон).
Говорят на языке мооре, принадлежащем к семье гур, входящей в нигеро-конголезскую макросемью. Большинство моси — мусульмане, есть также исповедующие традиционные верования и христиане. Основное занятие — мотыжное земледелие (просо, сорго, арахис, кукуруза, рис и др.). Развит сбор плодов карите (Butyros-permum), из семян которого получают масло. В небольшом количестве разводят ослов, овец, коз, кур, цесарок; в некоторых районах занимаются коневодством. Большая плотность населения и бедность почв вызывают значительную миграцию; ежегодно до 500 тысяч человек уходят на заработки в рудники Ганы и на плантации Кот-д’Ивуар.
Для традиционной социальной организации были характерны патрилинейные родовые группы, вирилокальное брачное поселение, большесемейные общины.

## Известные представители
- Компаоре, Блез[1] — президент Буркина Фасо (с 1987 до 2014).